# كارلي تيلفورد
كارلي تيلفورد (بالإنجليزية: Carly Mitchell Telford) هي لاعبة كرة قدم في الدوري الإنجليزي للسيدات، وتلعب كحارس مرمى لنادي تشيلسي ومنتخب إنجلترا.

## روابط خارجية
- كارلي تيلفورد على موقع الاتحاد الدولي (مؤرشف)  (الإنجليزية)
- كارلي تيلفورد على موقع الاتحاد الأوربي (الإنجليزية)
- كارلي تيلفورد على موقع قاعدة بيانات كرة القدم.إي يو (الإنجليزية)
- كارلي تيلفورد على موقع Soccerway.com (الإنجليزية)
- كارلي تيلفورد على موقع عالم كرة القدم.نت (الإنجليزية)
- كارلي تيلفورد على موقع أوليمبيديا (الإنجليزية)